# ドリマス・スカッダー
ドリマス・スカッダー（Doremus Scudder、1858年 - 1942年）は、アメリカ合衆国のキリスト教宣教団体アメリカン・ボードの日本派遣宣教師である。

## 経歴
1858年に、宣教師H・M・スカッダー（en:Henry Martyn Scudder, 1822-1895）の子供としてニューヨークに生まれた。イエール大学、ユニオン神学校、シカゴ医科大学で学び医学博士号を取得した。
アメリカン・ボードの宣教医として受け入れられ、1884年に初来日し、神戸で活動した。1885年に新潟に移り、1889年に帰国するまで同地に滞在した。エディンバラ医療宣教会のT・A・パームの新潟での活動を引き継ぐために新潟に行く。しかし、伝道と教育に専念するためにパーム病院を閉鎖する。
スカッダーは新潟市を中心に教会で宣教活動を行い、新潟女学校、北越学館で教鞭を執った。内村鑑三が北越学館の仮教頭になる際には仲介者になった。また、YMCAや白十字社を創立した。
1887年から1888年にかけて、両親と他宣教師10名が新たに新潟に来援した。姉の病気で一時アメリカに帰国して、アメリカで伝道活動を行う。1902年からハワイに赴任し、1916年から1917年まで東京ユニオン・チャーチの牧師を務める。1942年カリフォルニア州プエンテで脳出血のために死去した。